# Amphisbaena schmidti
Amphisbaena schmidti este o specie de reptile din genul Amphisbaena, familia Amphisbaenidae, ordinul Squamata, descrisă de Gans 1964. A fost clasificată de IUCN ca specie cu risc scăzut. Conform Catalogue of Life specia Amphisbaena schmidti nu are subspecii cunoscute.